# 萨蒙·波特兰·蔡斯
萨蒙·波特兰·蔡斯（英語：Salmon Portland Chase，1808年1月13日—1873年5月7日），是美国政治家和法学家，曾任美国参议院议员（1849年－1855年）、第23任俄亥俄州州长（1856年－1860年）、第25任美国财政部长（1861年－1864年）和美国第6任首席大法官（1864年－1873年）。
蔡斯出生在新罕布什尔州的科尼什，在辛辛那提建立法律事务所之前，他在司法部长威廉·沃特的指导下学习法律。他成为一名反奴隶制活动人士，经常在法庭上为逃亡黑奴辩护。1841年，蔡斯离开辉格党，成为俄亥俄州自由党的领袖。1848年，他帮助建立了自由土地党，并聘请前总统马丁·范布伦担任该党的总统候选人。蔡斯第二年赢得了参议院的选举，他反对1850年妥协案和堪萨斯-内布拉斯加法案。在堪萨斯-内布拉斯加法案之后，蔡斯与一群前辉格党党员、北方民主党人、以及奴隶解放运动者建立了共和党，反对将奴隶制扩展其领土。离开参议院后，蔡斯于1856年至1860年担任俄亥俄州州长。
在1860年的总统选举中，蔡斯寻求共和党总统候选人提名，但1860年共和党全国代表大会提名亚伯拉罕·林肯。林肯赢得选举后，他要求蔡斯担任财政部长。从1861年到1864年，蔡斯一直担任这一职位，这确保了联邦在内战期间资金充足。1864年6月，蔡斯从内阁辞职，但在激进派共和党人中保留了一定支持度。为了安抚激进派共和党人，林肯提名蔡斯填补最高法院在首席大法官罗杰·B·托尼去世后的空位。
蔡斯于1864年担任首席大法官，直至1873年去世。在1868年弹劾案期间，他主持了参议院对安德鲁·约翰逊总统的弹劾。1868年，他曾被考虑纳入民主党总统初选的提名人。1872年，他曾是自由共和党总统初选的提名人。

## 早年
蔡斯于1808年1月13日出生于新罕布什尔州的科尼什，他的父辈是来自英格兰康沃尔的阿奎拉·蔡斯（Aquila Chase），他是一名船主，1640年左右在马萨诸塞州纽伯里（Newbury）定居，他的外祖父母亚历山大·拉斯顿（Alexander Ralston）和珍妮特·巴罗克（Janette Balloch）是来自福尔柯克的苏格兰人。
他在佛蒙特州温莎、俄亥俄州沃辛顿和辛辛那提大学的普通学校学习，他于1826年以优异的成绩毕业于达特茅斯学院。蔡斯随后搬到哥伦比亚特区，在美国司法部长威廉·沃特的指导下，他在那里开办了一所古典学校。他于1829年进入律师事务所。

## 财政部长
在1861年到1864年内战期间，蔡斯在林肯总统的内阁中担任财政部长。在那段危机时期，美国金融政策发生了两大变化:建立国家银行体系和发行纸币。前者是蔡斯特有的手段。他提出了这个想法，制定了重要的原则和许多细节，并促使国会批准它们。它不仅为政府债券提供了直接的市场，而且还提供了一种永久、统一和稳定的国家货币。蔡斯保证工会可以出售债务以支付战争费用。1862年，他与杰伊·库克公司合作，成功出售了价值5亿美元的政府战争债券（俗称20亿美元）。

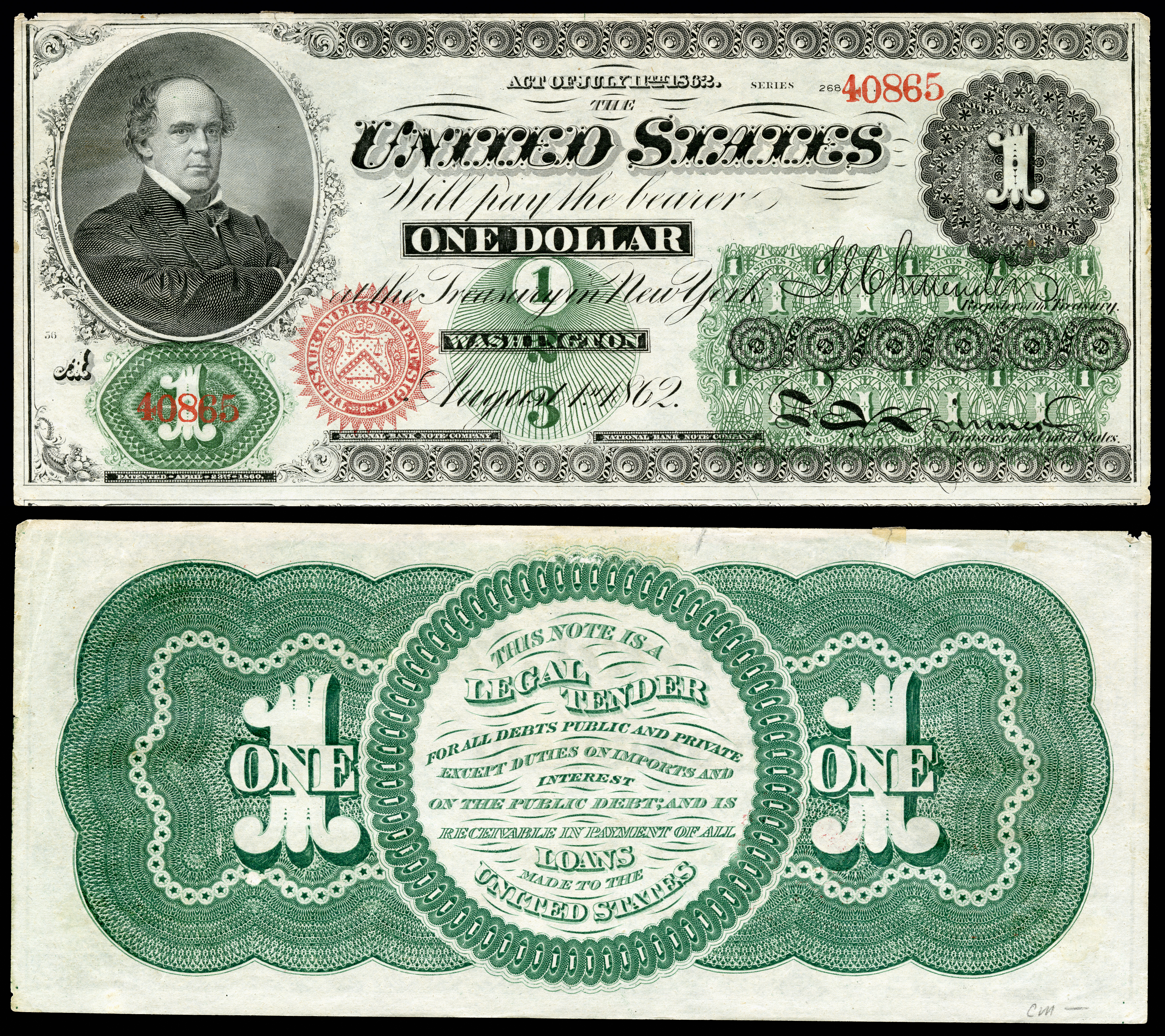
1862年作为法定货币发行的第一批1美元纸币

美国的联邦货币美钞，是在1861-1862年蔡斯担任财政部长的时候印刷出来的。设计这些钞票是蔡斯的责任，为了推进他的政治生涯，从1美元纸币开始，他的脸出现在各种各样的美元纸币上，这样人们就会认出他来。
也许蔡斯的主要缺点是对高级职位贪得无厌，在他担任财政部长期间，蔡斯利用他的职位，为1864年的总统竞选建立了政治支持。他还试图通过多次威胁辞职来给林肯施加压力，他知道这将会使林肯与激进的共和党人陷入困境。
为了纪念蔡斯引入现代纸币体系，1928年至1946年印刷的1万美元纸币上描绘了他的肖像。1864年，蔡斯在美国硬币上写下了“我们相信上帝”这句话。

## 首席大法官
1864年6月，林肯出人意料接受蔡斯的第三次辞职。当时共和党已经提名林肯为总统候选人财政状况良好，所以林肯不再需要继续在内阁中追逐，以避免总统提名的挑战。但为安抚党内的激进派，林肯提到蔡斯可能是最高法院的提名人。当首席大法官罗杰·B·托尼于1864年10月去世时，林肯任命蔡斯接替他的职务。林肯在1864年12月6日发布提名。蔡斯当天就得到参议院的批准，并立即接受他的委托，从1864年开始担任首席大法官，直到1873年他自己去世。蔡斯完全不同于支持奴隶制的罗杰·B·托尼，作为首席大法官，蔡斯的第一项工作就是让John Rock成为第一位在最高法院审理案件的非裔美国律师。
他在法庭上最重要的判决是德克萨斯州诉怀特案，在该案中德克萨斯州在内战后负责重建的政府声称德克萨斯州的邦联政府在内战期间非法出售由德克萨斯州自1850年起拥有的美国国债（联邦债券）。德克萨斯州直接向美国最高法院提起诉讼，因为根据《美国宪法》，联邦最高法院对以州为一方的某些案件保有初审管辖权。在通过接受初审管辖权后，最高法院裁定德克萨斯州自从首次加入联邦后一直保持（联邦的）一个州的地位，尽管它曾经加入邦联，并且在该案件的裁决时处于军事管制下。在裁决债券事务时，最高法院认为宪法并没有允许各州单方面从美国分离出去，而分离州的分裂条例以及其立法机构试图落实此类条例的所有行为都是“绝对无效的”。
作为首席大法官，蔡斯还在1868年主持对安德鲁·约翰逊总统的1868年弹劾审判。

## 逝世
1873年5月7日，蔡斯在纽约市死于中风。他的遗体首先被安葬在华盛顿的橡树丘公墓，1886年10月，他在俄亥俄州辛辛那提市的斯普林格罗夫公墓重葬。
1975年，蔡斯在新罕布什尔州的出生地被宣布为国家历史性的里程碑。

## 纪念

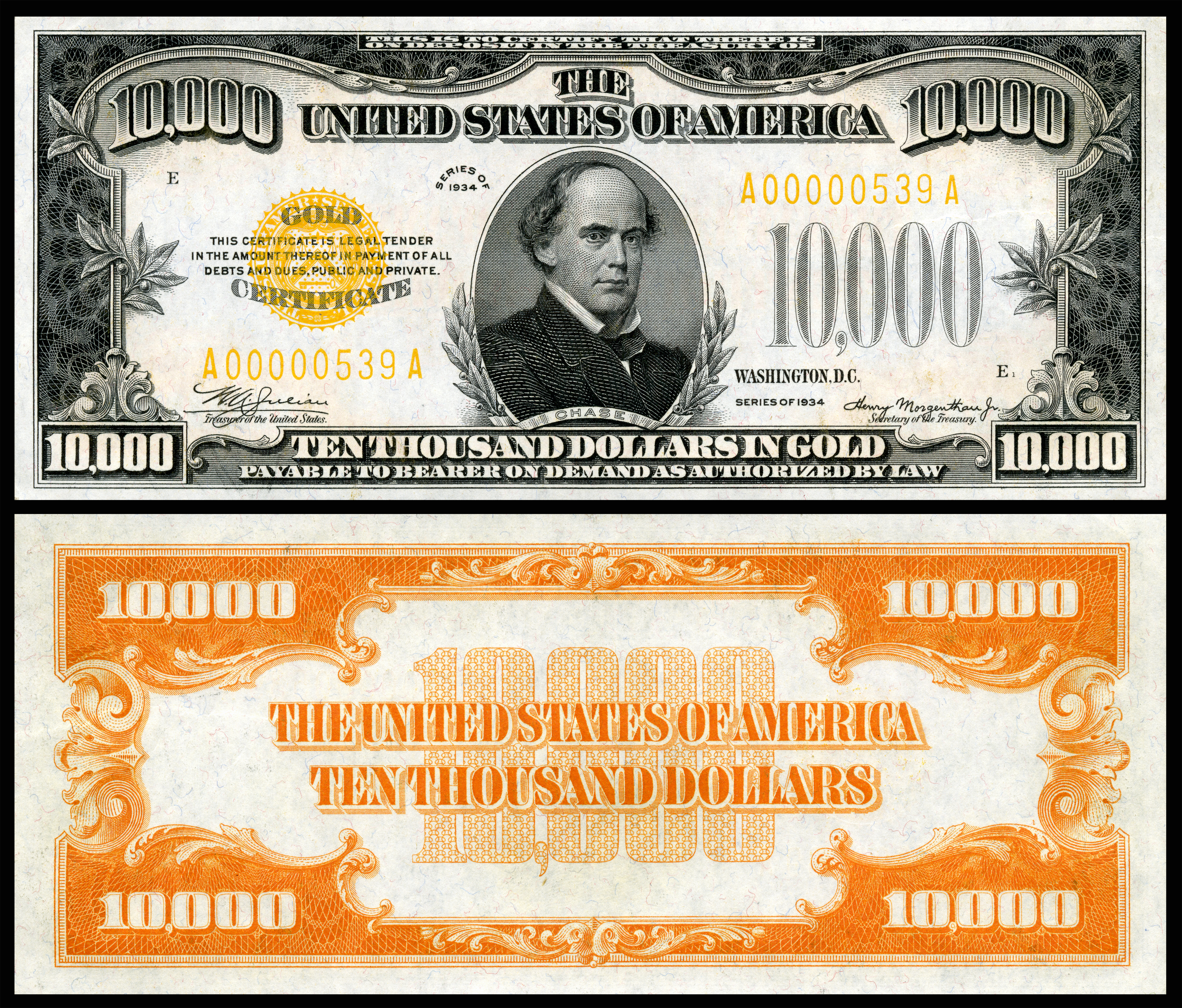
1928年发行的美元（联邦储备券）正面

在1873年切斯死后，最高法院确立了一项传统，即新去世的大法官的椅子和法官坐的长椅的前面将悬挂着黑色的羊毛绉纱，黑色的绉纱挂在院子的入口处。
大通银行（现摩根大通银行）为纪念他，被命名为大通国家银行(Chase National Bank)，尽管他与银行没有任何关系。
堪萨斯州的蔡斯县和弗吉尼亚州的蔡斯市都以他的名字命名。佛罗里达州、马萨诸塞州、北卡罗来纳州(1868 - 1871年)、纽约、俄亥俄州和田纳西州也以他的名字命名。
蔡斯的肖像出现在美国1万美元的钞票上，这是公开发行的最大面值的美元，最后一次印刷是在1945年。1969年，美国联邦储备委员会开始从流通中收回大额钞票，到2009年为止，只有336万美元的纸币没有被销毁。
尽管没有指名道姓，蔡斯在1942年的电影《田纳西·约翰逊》中由演员蒙塔古·洛夫(他和蔡斯长得很像)饰演。蔡斯在2013年的电影《拯救林肯》中也由乔许·斯塔姆博格饰演。
| 前任： 罗杰·B·托尼        | 美国首席大法官 1864年 - 1873年 | 繼任： 莫里森·韦特   |
| 前任： 约翰·亚当斯·迪克斯 | 美国财政部长 1861年 - 1864年   | 繼任： 威廉·P·费森登 |
| 前任： 威廉·梅迪尔        | 俄亥俄州州长 1856年 - 1860年   | 繼任： 小威廉·丹尼森 |